# Risiocnemis pulchra
Risiocnemis pulchra är en trollsländeart som beskrevs av Hämäläinen 1991. Risiocnemis pulchra ingår i släktet Risiocnemis och familjen flodflicksländor. IUCN kategoriserar arten globalt som sårbar. Inga underarter finns listade i Catalogue of Life.